# Gandaca harina
Gandaca harina é uma borboleta da família Pieridae. Ela é encontrada na Índia, Tailândia, Cambodja, Mianmar, Malásia, Singapura, Filipinas e Indonésia. A espécie foi descrita pela primeira vez por Thomas Horsfield em 1829.

## Subespécies
- Gandaca harina assamica Moore, 1906 – (Assam, Sikkim, Bengala)
- Gandaca harina andamana Moore, 1906 – (Andaman)
- Gandaca harina nicobarica Evans, 1932 – (Nicobar)
- Gandaca harina harina – (Java)
- Gandaca harina burmana Moore, 1906 – (Sul da Birmânia, Tailândia - Sul do Vietname)
- Gandaca harina auriflua Fruhstorfer, 1899 – (Ilha Sula, Banggai)
- Gandaca harina distanti Fruhstorfer, 1910 – (Península da Malásia, de Singapura, de Langkawi, Sumatra)
- Gandaca harina austrosundana Fruhstorfer, 1910 – (Lombok)[2]